# En el último momento
En el último momento (The Eleventh Hour) es el primer episodio de la quinta temporada moderna de la serie británica de ciencia ficción Doctor Who, emitido originalmente el 3 de abril de 2010. En él se vivió un cambio integral de todo el reparto y equipo de producción, después de que los antiguos productores ejecutivos, Russell T Davies y Julie Gardner, se marcharan junto con David Tennant tras El fin del tiempo. El autor del episodio fue el nuevo productor ejecutivo, Steven Moffat, y Matt Smith hizo su debut como protagonista de la nueva serie interpretando al Undécimo Doctor. También debutaron Karen Gillan como Amy Pond y Arthur Darvill como Rory Williams. El episodio es uno de los dos episodios regulares más largos de la serie, con 65 minutos, y empatado con El fin del viaje.

## Argumento
En el mismo punto en que concluyó El fin del tiempo, el recién regenerado Undécimo Doctor (Matt Smith) estrelló la dañada TARDIS en Leadworth, en 1996. Allí conoce a una niña de siete años, Amelia Pond (Caitlin Blackwood), que le muestra una aterradora grieta en la pared de su cuarto. El Doctor descubre que es una grieta en el espacio y tiempo mismo, y la abre ligeramente para descubrir al otro lado una prisión Atraxi. Los Atraxi le mandan al Doctor un mensaje psíquico que dice que "El prisionero cero ha escapado". Entonces, el Doctor oye la campana de emergencia de la TARDIS y sale corriendo a la máquina, prometiéndole a Amelia que volverá en cinco minutos.
El Doctor regresa, sin saber que ha llegado 12 años tarde. Al registrar la casa, alguien le deja inconsciente, y despierta esposado. Descubre que su asaltante es una Amelia mucho mayor, ahora con el nombre de Amy Pond (Karen Gillan). Amy, creyendo que el Doctor volvería y haciéndose juguetes e historias sobre él, ha sufrido las burlas del resto del pueblo. Encuentra el destornillador sónico del Doctor dañado, y al ver al prisionero cero, salen corriendo de la casa.
Poco después, los Atraxi llegan a la órbita de la Tierra, alertados por la llegada del Doctor, y lanzan un ultimátum: si no aparece el prisionero cero, la Tierra será destruida. Tras conocer al novio de Amy, Rory Williams (Arthur Darvill), el Doctor se da cuenta de que el prisionero cero, un multiforme que puede adoptar la forma de cualquier criatura inconsciente que haya estado en contacto con él, está tomando la forma de los pacientes en coma de un hospital cercano. El Doctor usa un portátil para crear un encuentro en línea de expertos científicos y les deja instrucciones específicas.
El Doctor se dirige al hospital y llega a tiempo de salvar a Amy y Rory del prisionero cero. El Doctor le revela su plan: creó un virus informático que emitiría el número cero por todo el planeta y que está enlazado al teléfono de Rory, que contiene imágenes de los pacientes en coma, lo que permitirá identificar al prisionero cero en cualquier forma que tome. Pero el prisionero cero revela que tiene una forma más que no está en el teléfono de Rory. Amy cae inconsciente y él se transforma en el Doctor y la joven Amelia, a quien tuvo tiempo de enlazarse durante la ausencia del Doctor. El Doctor se da cuenta de que Amy puede oírle hablar y manipula su subconsciente para que recuerde la forma del prisionero que vio en la casa, lo que obliga a este a adoptar su verdadera forma. Los Atraxi le encuentran y se lo llevan. Antes de irse, el prisionero cero avisa de que "El Silencio caerá". Los Atraxi dejan la Tierra, pero el Doctor ordena su regreso, tras lo cual les reprende por su comportamiento. Después les muestra a los Atraxi que otros invasores ya habían venido pero no había quedado rastro de ellos, aludiendo a que el Doctor podría destruirles si quisiera.
Después de que los Atraxi se marchen, el Doctor encuentra la TARDIS, y se marcha antes de que Amy y Rory puedan alcanzarle. El Doctor regresa después a la casa de Amy, descubriendo que han pasado otros dos años. Aunque Amy aún está enfadada con el Doctor, acepta su oferta de viajar con él, siempre que puedan regresar al día siguiente. En respuesta a por qué ella, él le promete que la única razón es porque él se siente solo, aunque se intuye que está analizando la grieta de su cuarto y posiblemente quiere monitorizar a Amy. Cuando la TARDIS se desmaterializa, vemos el cuarto de Amy, donde, entre los juguetes y dibujos del "Doctor desharrapado", está su vestido de boda.

## Producción

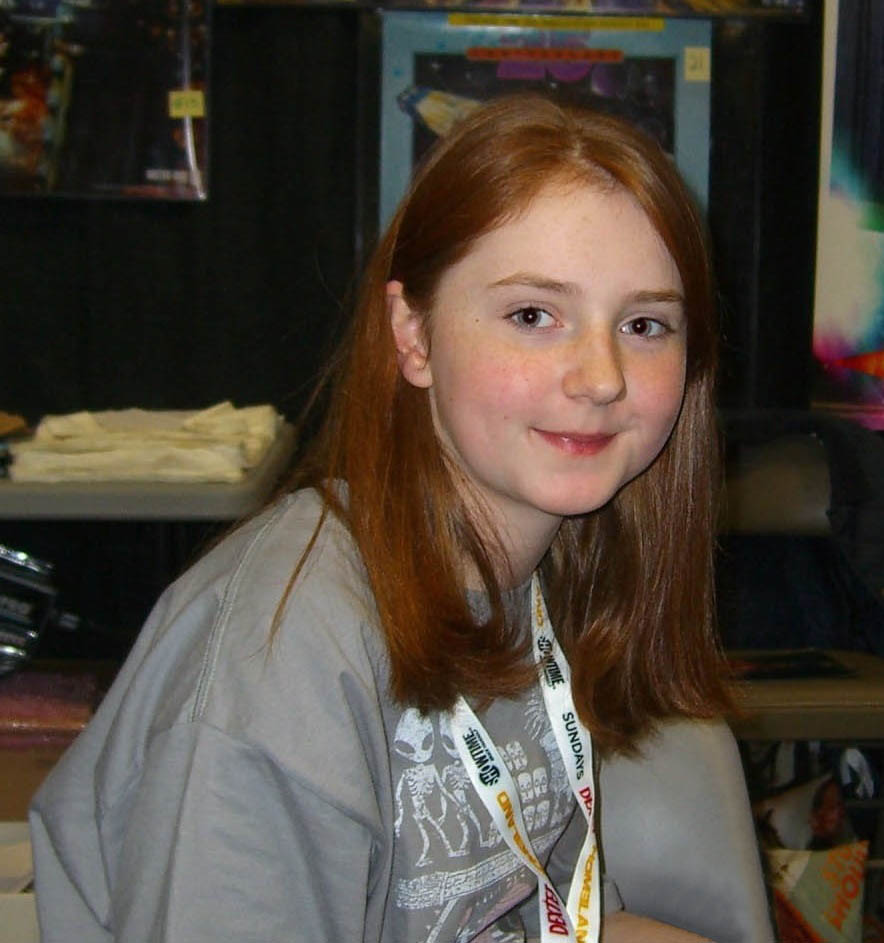
La actriz Caitlin Blackwood, quien interpretó a Amy Pond de niña.

El fin del tiempo vio el final del trabajo de David Tennant como el Doctor y su regeneración en Matt Smith. Steven Moffat originalmente buscaba un actor de mediana edad, pero Wenger y él escogieron al joven de 26 años Smith en lo que consideraron una elección fácil. Karen Gillan, elegida como la nueva acompañante Amy Pond, ya había aparecido anteriormente en la cuarta temporada, en el episodio Los fuegos de Pompeya, y Andy Pryor, director del casting, fue quien se la sugirió a Moffat. Gillan hizo el casting con su acento natural escocés y también con acento inglés, y no fue hasta después de su elección que se decidió que Amy fuera escocesa.
La joven Amy, de nombre Amelia, es interpretada por la prima en la vida real de Karen, Caitlin Blackwood. Aunque Gillan recomendó a Blackwood para el papel, esta tuvo que pasar por un riguroso casting antes ser elegida. Blackwood no tenía ninguna experiencia anterior como actriz. En el episodio también debutó Arthur Darvill como Rory Williams, que se convertiría en acompañante a partir de Los vampiros de Venecia. Moffat dijo que lo que destacó de la audición de Darvill era "simplemente lo divertido" que era.
En los comentarios del DVD, Moffat dijo que este fue el guion más difícil que había escrito nunca, ya que tenía que presentar nuevo Doctor, nueva acompañante, convencer a la audiencia de que era a la vez un programa nuevo y el mismo programa, y proporcionar una historia con ritmo. Cuando tradicionalmente el Doctor descansa tras regenerarse, Moffat pensó que sería divertido si en vez de eso tuviera que salvar al mundo. Lo describió como la comedia de un hombre con un día que no deja de ir de mal en peor. Creyendo que Londres y los acompañantes de Londres se habían convertido en cliché, y que la audiencia "se estaba aburriendo de él", Moffat decidió ambientar el episodio en el pueblo ficticio de Leadworth. Aunque cuando eligió a Gillan decidió que Amy fuera escocesa, Moffat, que también es escocés, debatió si el pueblo debía o no situarse en Escocia. Finalmente decidió que el pueblo estuviera en Inglaterra, ya que sería un añadido a la temática de que Amelia fuera una chica poco común.
Moffat se inspiró en una grieta en el dormitorio de su hijo y la convirtió en el arco argumental de la temporada. Pensó que un niño podría creer que viven cosas dentro de grietas similares. La secuencia de apertura, en la que el Doctor se agarra al borde de la TARDIS destrozada mientras sobrevuela Londres, no estaba incluida originalmente en el guion, sino que se añadió después para servir de puente con la conclusión de El fin del tiempo. Moffat pensó que sería "gracioso" si mostraran al Doctor colgando de la TARDIS a punto de estrellarse en Londres, y que sería empezar a lo grande un episodio ambientado en un pueblecito pequeño.

## Emisión y recepción
Las mediciones nocturnas de audiencia mostraron que el episodio tuvo una audiencia entre BBC One y BBC HD de 8 millones de espectadores. Las mediciones finales conjuntas fueron de 10,08 millones (9,59 millones en BBC One y 494.000 en BBC HD), siendo el estreno más visto desde Rose, y el octavo más visto desde el regreso de la serie en 2005. Fue la segunda más vista de la semana en BBC One, y la cuarta entre todos los canales. Tuvo una puntuación de apreciación de 86, considerada "excelente".
El episodio se publicó en DVD junto a La bestia de abajo y La victoria de los Daleks el 7 de junio de 2010. Después se publicaría dentro de la compilación de la temporada el 8 de noviembre de 2010.
En el último momento tuvo generalmente una respuesta positiva de la crítica. Daniel Martin de The Guardian lo calificó como "un triunfo absoluto" y el hecho de que "la historia sabiamente no pierde demasiado tiempo con la inestabilidad de la regeneración". Aunque alabó a Smith, comentó que "aún no sentía" la frase de "¡Gerónimo!". Patrick Mulkern de Radio Times pensó que era "obvio" que el Doctor de Smith estaría "arriba entre los mejores", y también alabó a Gillan, aunque no se mostró seguro sobre la nueva sintonía. También alabó el guion de Moffat por "ofrecer frases graciosas... florituras de dirección y un montón de giros de los que si parpadeas te los pierdes". Sam McPherson de Zap2it le dio al episodio una nota de sobresaliente alto, diciendo que "definitivamente" era su favorito, y alabó el debut de Smith, Gillan y la nueva TARDIS.
Keith Phipps de The A.V. Club le dio al episodio una nota de notable alto, explicando que le gustó Smith "mucho", pero no estaba seguro de si el Undécimo Doctor estaba aún lo suficientemente separado del Décimo. Llamó a Gillan "ganadora instantánea" y pensó que la historia "no era una excepción en las típicas "narraciones excepcionalmente fuertes, con un agudo sentido de personajes, y un argumento eficiente" de Moffat. Maureen Ryan del Chicago Tribune dijo que el episodio "funciona" como presentación, aunque podía ser "demasiado chistoso a ratos". Aunque pensó que la serie estaba en buenas manos con Smith y Gillan, ridiculizó a los Atraxi por ser "alarmantemente estáticos y al final nada interesantes" y también la "poca sustancia" de la historia.
El episodio atrajo algunas críticas de espectadores que se quejaron de que el personaje de Amy y su ocupación de "besadora" era "demasiado sexy" para un programa familiar. Gillan defendió su personaje diciendo que las chicas de la edad de Amy solían llevar faldas cortas, y mostraba que el personaje tenía confianza, mientras que el productor ejecutivo Piers Wenger dijo, "Todo lo de la besadora forma parte del deseo de Steven de que la acompañante fuera luchadora y abierta... Amy es probablemente la acompañante más salvaje con la que ha viajado el Doctor, pero no es promiscua".